# Модауталь
Модауталь (нім. Modautal) — громада в Німеччині, знаходиться в землі Гессен. Підпорядковується адміністративному округу Дармштадт. Входить до складу району Дармштадт-Дібург.
Площа — 31,79 км2. Населення становить 5064 ос. (станом на 31 грудня 2020).